# Le Havre (film)
 For alternative betydninger, se Le Havre (flertydig). (Se også artikler, som begynder med Le Havre)
Le Havre er en finsk/fransk/tysk film fra 2011, instrueret af Aki Kaurismäki.

## Handling
Filmen handler om ex-forfatteren og nuværende boheme Marcel Marx (André Wilms), som har slået sig ned i den nordfranske havneby Le Havre, hvor han lever et liv mellem de tre punkter: Bistroen, hans arbejde og hans kæreste Arletty (Kati Outinen). En dag vil skæbnen, at der så at sige på hans dørtrin lander en immigrant fra det sorte afrika, drengen Idrissa (Blondin Miguel). Da hans kæreste samtidig bliver alvorligt syg, og han oplever en mur af kulde over for Idrissa, beslutter han sig for at mobilisere til modstandskamp mod et rigidt system.

## Medvirkende
- André Wilms – Marcel Marx.
- Kati Outinen – Arletty.
- Jean-Pierre Darroussin – Monet.
- Blondin Miguel – Idrissa.
- Elina Salo – Claire.
- Evelyne Didi – Yvette.
- Quoc Dung Nguyen – Chang.
- Laïka – Laïka (Hund).